# Andrea Dossena
Andrea Dossena, född 11 september 1981, är en italiensk fotbollsspelare.
Dossena sedan 2013 spelar för den engelska klubben Leyton Orient. Han har även spelat för det italienska landslaget.

## Karriär
Dossena började sin professionella karriär i Verona och spelade där i totalt fyra säsonger innan han skrev på för Treviso.
Udinese köpte Dossena redan 2005, men lät honom vara kvar i Treviso i ett år till. 2006 var övergången till Udinese fullbordad. i oktober 2007 skrev Dossena tillsammans med Cristián Zapata, Roman Eremenko och Simone Pepe på ett nytt kontrakt som skulle hålla dem kvar i klubben fram till 2010.
4 juli 2008 rapporterade dock Liverpool att Dossena hade skrivit på ett 4-årskontrakt med den engelska klubben. Dossena gjorde sitt första mål för Liverpool i Champions League-mötet med Real Madrid den 10 mars 2009 då han gjorde matchens sista mål då Liverpool vann med 4-0. Han gjorde sitt första och enda ligamål för klubben i det efterföljande mötet mot Manchester United den 15 mars på Old Trafford som Liverpool vann med 4-1
Den 8 januari 2010 bekräftade Liverpool att man hade sålt Dossena till SSC Napoli för 4,25 miljoner euro. I Neapel har Dossena tagit en bofast plats i tränare Walter Mazzarris lagbygge. I en position ute till vänster har Dossena med sin stora löpkapacitet bidragit stort till Napolis framfarter i ligan och cupspel.

## Meriter
Napoli
- Coppa Italia: 2011–12